# Nováčany
Nováčany (in ungherese Jászóújfalu) è un comune della Slovacchia facente parte del distretto di Košice-okolie, nella regione di Košice.